# Karajá do Norte
Os Karajá do Norte (também conhecidos como Xambioá, Ixybiowa ou Iraru Mahãndu) são um povo indígena que vive no Brasil, no estado de Tocantins. Com uma população total de 268 pessoas, fazem parte da família linguística Karajá.